# The Glinting Spade
The Glinting Spade — третий студийный альбом проекта In Gowan Ring, выпущенный в 1999 году лейблом BlueSanct Musak.

## Об альбоме
Большая часть композиций альбома была записана летом, которое Б’еирт проводил в одиночестве в пустынях южной Юты. В это время Б’еирт жил в доме посреди равнин и порой проходило несколько недель прежде чем он встречал живого человека. По словам музыканта это способствовало чистоте созданного материала.
При записи альбома были задействованы исключительно «живые» инструменты за исключением аналогового органа, который можно слышать в композиции A Bee At The Dolmen’s Dell. Орган в первом куплете композиции Cipher’s String On The Tree In The Dream Of The Queen был исполнен матерью Б’еирта и записан в церкви где она играет.
По словам Б’еирта музыка альбома будет хорошо восприниматься теми, у кого есть предрасположенность к медиативной атмосфере:

…В этом состоянии послания воспринимаются лучше всего. Это музыка, предназначенная для того, чтобы изменить сознание, временно и навсегда…

## Список композиций
1. Two Wax Dolls 5:34
2. To Thrum A Glassy Stem 4:04
3. Cipher’s String On The Tree In The Dream Of The Queen 13:07
4. Bow Star 6:20
5. A Bee At The Dolmen’s Dell 6:57
6. Arrowsmith’s Fire 8:03
7. Milk Star 12:30